# Stuck in the Middle with You
Stuck in the Middle with You (englisch für „Mit dir in der Mitte steckengeblieben“) ist ein Pop-Rock-Song der Band Stealers Wheel aus dem Jahr 1973. Er wurde von den Bandmitgliedern Joe Egan und Gerry Rafferty geschrieben. 

## Entstehung und Veröffentlichung
Für die Produktion zeichnete das Duo  Jerry Leiber und Mike Stoller verantwortlich. Die Erstveröffentlichung erfolgte im Februar 1973 bei A&M Records als Single mit der B-Seite José (Katalognummer: 12 593 AT). Im selben Jahr erschien das Lied zudem auf dem selbstbetitelten Debütalbum der Band (Katalognummer: SP-4377). 1974 erschien in den Vereinigten Staaten eine separate Single mit der B-Seite Star (Katalognummer: 8567-S), in den Niederlanden wurde die Single 1978 nochmal mit der B-Seite Right or Wrong aufgelegt (Katalognummer: AMS 6623).

## Inhalt
Das Lied handelt von einem Mann, der neben einem Mädchen sitzt, in das er verliebt ist. Er hätte eine Chance bei ihr, ist aber zu nervös, um sie zu nutzen.

## Musikvideo
Das Musikvideo zeigt die Band bei einem Auftritt in der Ecke eines großen leeren Gebäudes. Ihr Auftritt wird unterbrochen von Aufnahmen Egans, der zu einem Lied von Rafferty (der die Band inzwischen verlassen hatte) an einem kleinen Banketttisch mit einer Reihe grell gekleideter und geschminkter Typen ein vulgäres Abendessen mimt. Zu diesen Gästen gehören ein Clown, ein bebrillter Man  mit Melone, der Spaghetti verschlingt, und eine üppig gekleidete Frau, die Sahnetorte und Trauben isst. Der Clown hat Schwierigkeiten, ein Plastikhuhn zu essen, Das Gitarrensolo wird auf einer Gitarre gespielt, wobei eine leere Bierflasche als Slide dient. Schließlich erscheinen die anderen Bandmitglieder und vertreiben die seltsamen Gestalten.

## Rezeption
Das Lied war Teil diverser Soundtracks, darunter 1992 als Teil der Filmmusik zu Quentin Tarantinos Reservoir Dogs – Wilde Hunde (Katalognummer: MCA MCD 10793). Dort wird es in einer fiktiven Radiosendung musikhistorisch korrekt anmoderiert und ist einer Szene untergelegt, in der ein Gangster, gespielt von Michael Madsen, tänzelnd und singend einen Polizisten foltert.

## Kommerzieller Erfolg

### Chartplatzierungen
Stuck in the Middle with You avancierte zum Top-10-Hit in Belgien-Flandern und den Vereinigten Staaten (je Rang 6), dem Vereinigten Königreich (Rang 8) sowie Belgien-Wallonien (Rang 9).
| ChartsChartplatzierungen       | Höchstplatzierung | Wochen |
| ------------------------------ | ----------------- | ------ |
| Deutschland (GfK)              | 29 (9 Wo.)        | 9      |
| Vereinigte Staaten (Billboard) | 6 (18 Wo.)        | 18     |
| Vereinigtes Königreich (OCC)   | 8 (10 Wo.)        | 10     |

| ChartsJahrescharts (1973)      | Platzierung |
| ------------------------------ | ----------- |
| Vereinigte Staaten (Billboard) | 30          |

### Auszeichnungen für Musikverkäufe
| Land/Region                  | Auszeichnungen für Musikverkäufe (Land/Region, Auszeichnung, Verkäufe) | Verkäufe  |
| ---------------------------- | ---------------------------------------------------------------------- | --------- |
| Dänemark (IFPI)              | Gold                                                                   | 45.000    |
| Italien (FIMI)               | Gold                                                                   | 50.000    |
| Neuseeland (RMNZ)            | 5× Platin                                                              | 150.000   |
| Spanien (Promusicae)         | Gold                                                                   | 30.000    |
| Vereinigtes Königreich (BPI) | 2× Platin                                                              | 1.200.000 |
| Insgesamt                    | 3× Gold · 7× Platin ·                                                  | 1.475.000 |

## Coverversionen
- Leif Garrett (1980)
- Juice Newton (1985)
- Adam Faith & Roger Daltrey (1993)
- Jeff Healey (1995)
- Susanna Hoffs (1996)
- Louise (2001)
- Cactus Jack (2002)
- Eagles of Death Metal (2004, Stuck in the Metal)
- Lazlo Bane (2007)
- Nitty Gritty Dirt Band (2009)
- Grace Potter (2015)